# 황성대아과
황성대아과(Peristediinae)는 페르카목 양성대과에 속하는 조기어류 아과의 하나이다. 별도의 황성대과(Peristediidae)로 분류하기도 한다. 6개 속에 45종으로 이루어져 있다. 전 세계 심해 열대 바다에서 발견된다. 양성대과의 나머지 물고기와 밀접한 관련이 있다. 별성대와 철갑별성대, 황성대 등을 포함하고 있다.

## 분포 및 생태
황성대아과 어류는 모두 바다 물고기로 대서양과 인도양, 태평양 등 전 세계 열대 지역 심해에 널리 분포한다. 대륙붕부터 대륙사면에 걸쳐 해저에 서식하는 저어 분류군이다. 한국 근해에 3종이 알려져 있다.

## 하위 속
| - Gargariscus - Heminodus - Paraheminodus | - 황성대속 (Peristedion) - 별성대속 (Satyrichthys) - Scalicus |